# Real Estate (gruppo musicale)
I Real Estate sono una band originaria del New Jersey, negli Stati Uniti d'America. La formazione è oggi composta da Martin Courtney, Alex Bleeker, Matt Kallman, Julian Lynch e Sammi Niss.

## Storia del gruppo
Il gruppo debutta nel 2009 con il disco eponimo: il loro pop psichedelico viene accolto da recensioni entusiastiche (Pitchfork.com gli assegna un 8 e mezzo), e il disco arriva in vetta alle classifiche dei download di Emusic.
Dopo l'esordio, nel 2011 è la volta del secondo lavoro DAYS, realizzato con un cambio di formazione: Etienne Duguay viene sostituito da Jackson Pollis alla batteria e Jonah Mauer entra a far parte del gruppo come tastierista e chitarrista.

## Formazione

### Membri attuali
- Martin Courtney – voce, chitarra
- Alex Bleeker – basso, voce
- Matt Kallman – tastiera
- Julian Lynch – chitarra
- Sammi Niss – batteria

### Ex membri
- Matt Mondanile – chitarra
- Etienne Pierre Duguay – batteria
- Jonah Maurer – tastiera
- Jackson Pollis – batteria

## Discografia

### Album
- Real Estate (2009)[1][2][3]
- Days (2011) #52 US [4]
- Atlas (2014)
- In Mind (2017)
- The Main Thing (2020)
- Daniel (2024)

### EP
- Reality (2009)[5]